# Repubblica di San Marco

Die Flagge der Repubblica di San Marco, die die italienische Tricolore mit dem venezianischen Wahrzeichen, dem Markuslöwen, verband

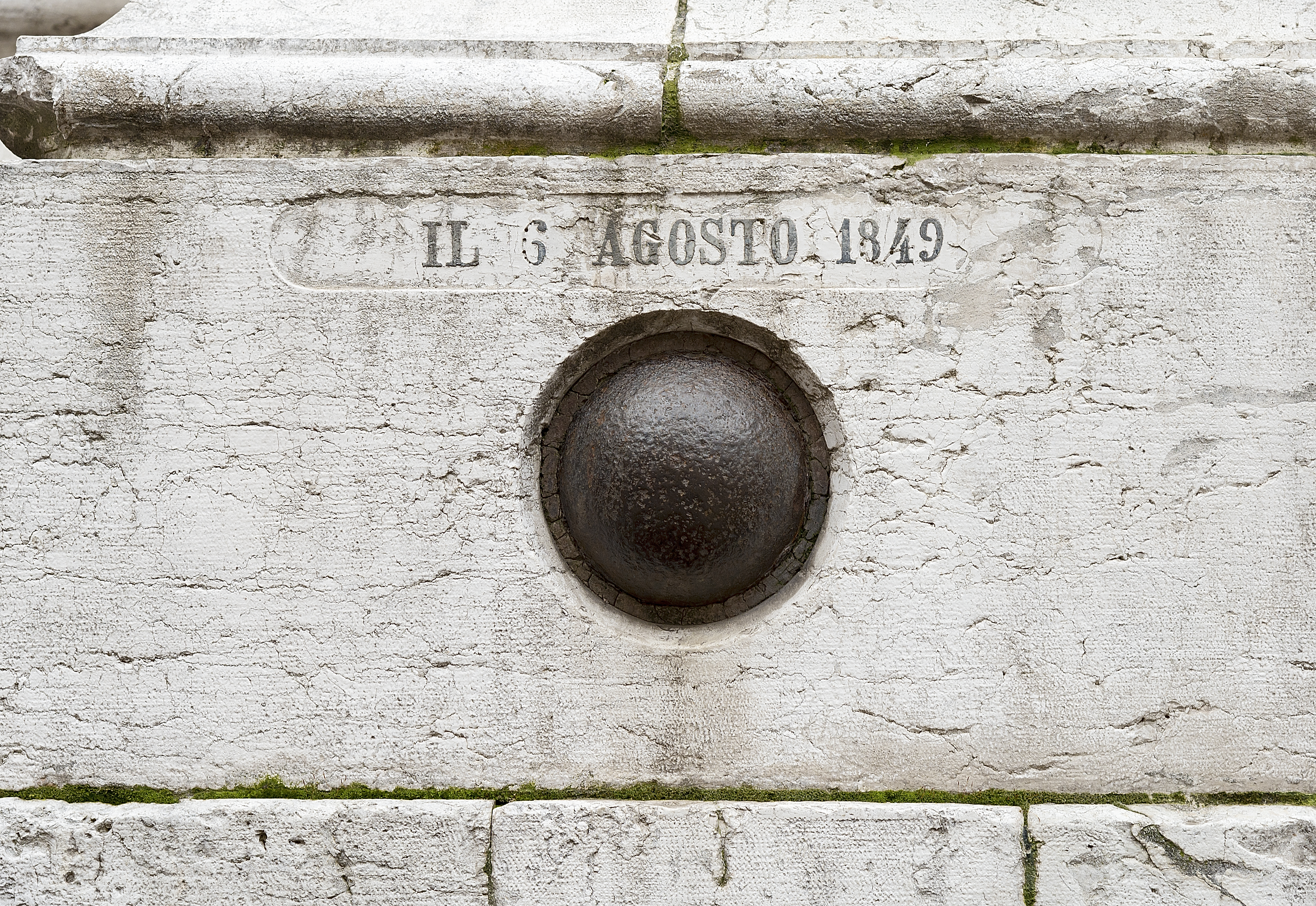
San Salvador, Eine Kanonenkugel in der Fassade erinnernt an den Beschuss der Stadt vom 6. August 1849

Die Repubblica di San Marco (ins Deutsche übersetzt: Republik des Heiligen Markus) war vom 23. März 1848 bis zum 22. August 1849 ein etwa eineinhalb Jahre bestehendes Staatsgebilde im norditalienischen Venetien mit dem Zentrum der Lagunenstadt Venedig. Sie war im Zuge der fast ganz Mitteleuropa erfassenden revolutionären Erhebungen des Jahres 1848 entstanden – wie der Februarrevolution in Frankreich und der Märzrevolution in den Staaten des Deutschen Bundes, insbesondere aber der Revolution von 1848/1849 im Kaisertum Österreich.
Auch in Oberitalien kam es bereits ab Januar 1848 zu Unabhängigkeitsbewegungen gegen die Herrschaft Österreichs, die sich im März vor allem in Mailand und Venedig verstärkten. Ein wesentliches Ziel in den italienischen Regionen und Provinzen war die nationale Einigung der verschiedenen Fürstentümer zu einem gesamtitalienischen Nationalstaat (vgl. Risorgimento).

## Entwicklung der Republik im Zusammenhang mit der 1848er-Revolution in Oberitalien
Der Advokat Daniele Manin und der Schriftsteller Niccolò Tommaseo überreichten der Regierung am 21. Dezember 1847 eine Petition, in der Reformen in der Verfassung verlangt wurden. Sie wurden daraufhin am 18. Januar verhaftet.

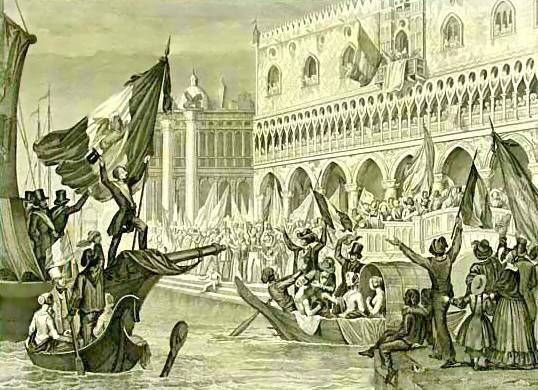
Ausrufung der Repubblica di San Marco in der Lagune von Venedig vor dem Dogenpalast am 23. März 1848 (Lithografie von Sanesi, ca. 1850)

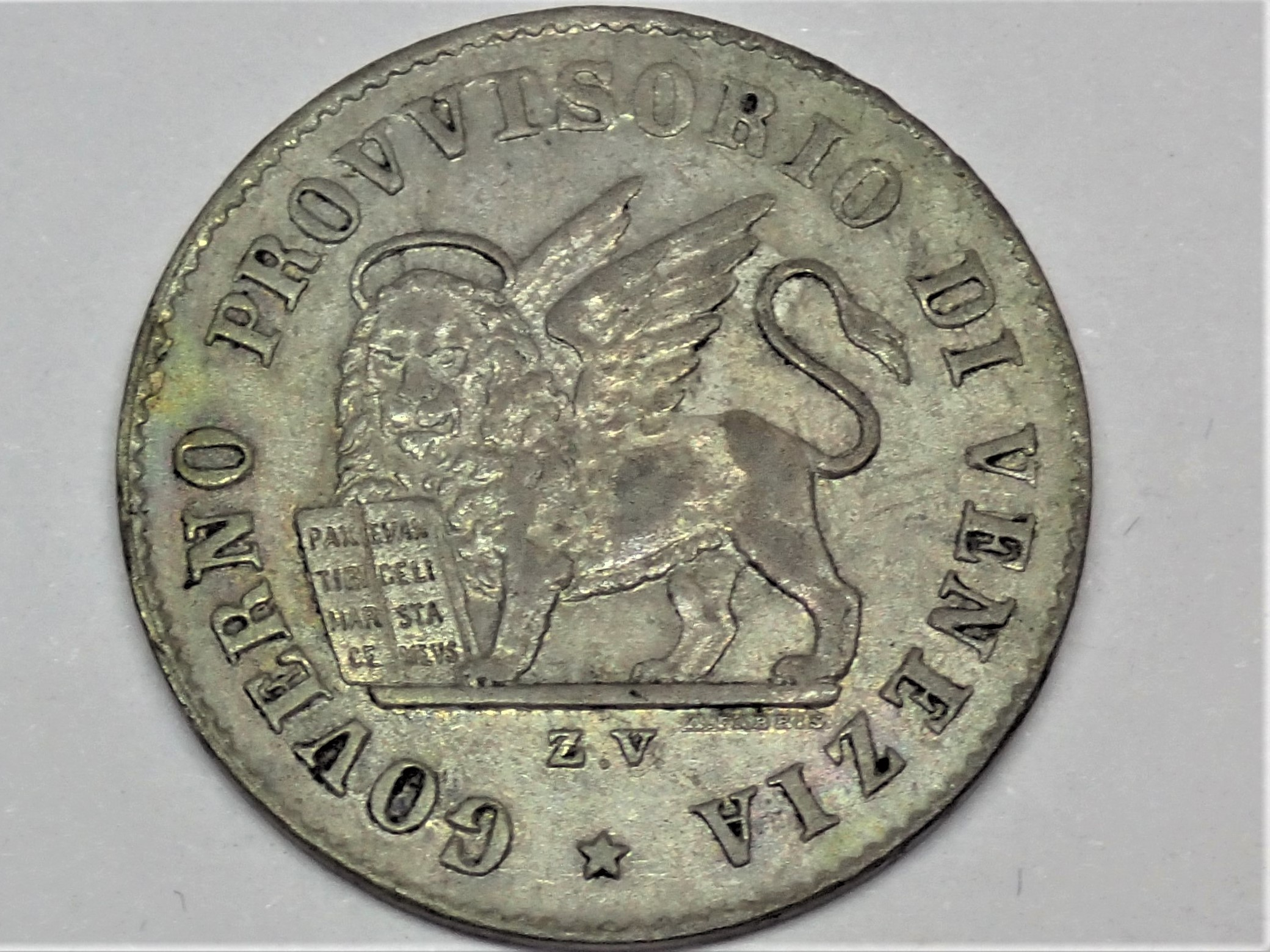
15 Centesimimünze von 1848, Marcuslöwe

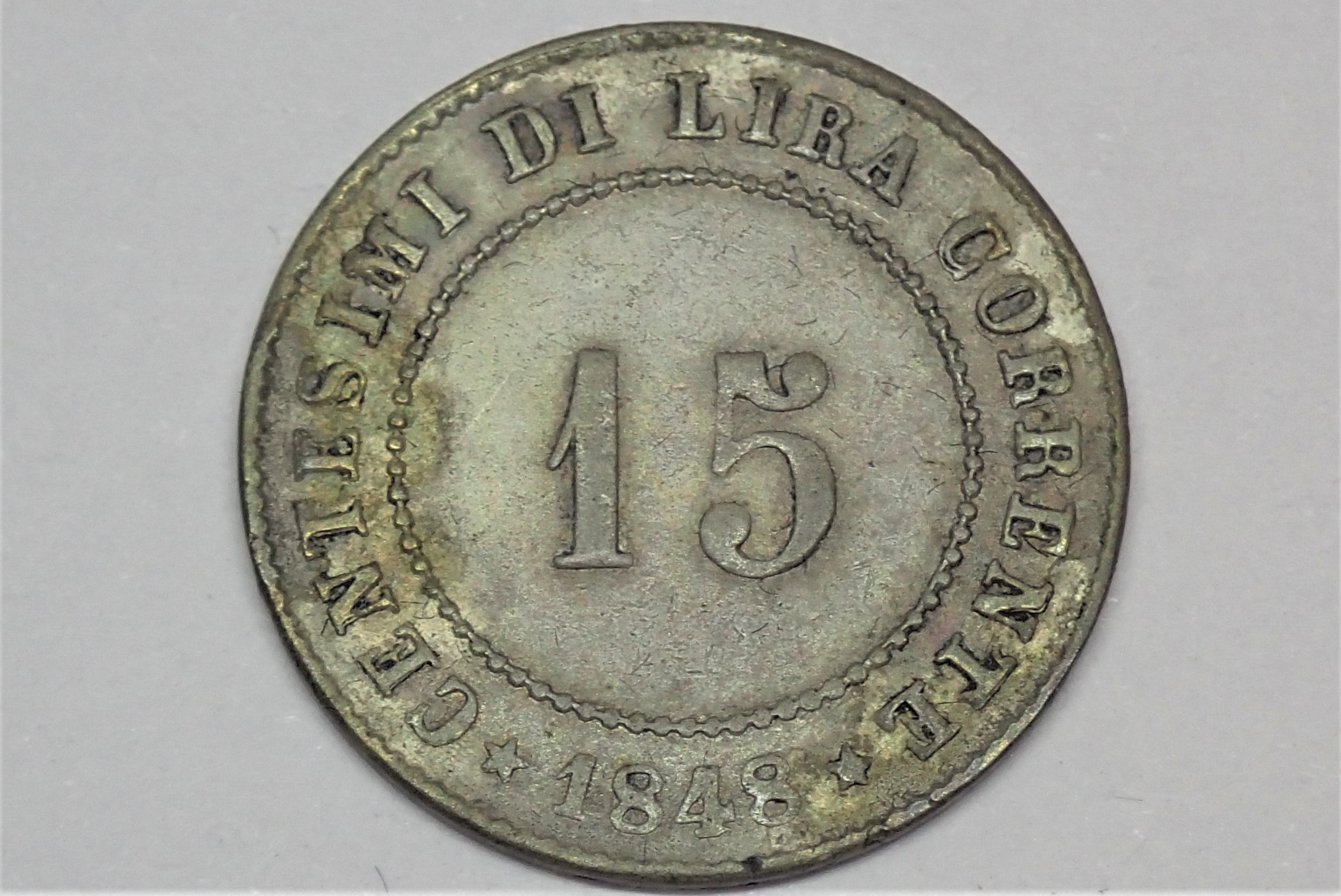
15 Centesimimünze von 1848, Wertseite

Während von Mailand ausgehend die Unabhängigkeit der Lombardei von Österreich und deren Anschluss an das Königreich Sardinien-Piemont erklärt wurde und in Wien am 13. März die Revolution begann, rief Venedig nach einem am 22. März begonnenen Aufruhr unter Führung Manins, der am 17. März aus dem Gefängnis gekommen war, am 23. März 1848 eine unabhängige Republik Venedig aus. Der österreichische General Ferdinand Zichy (1783–1862) musste die Stadt verlassen. Am 26. März besetzten die Piemontesen Mailand. Deren König Carlo Alberto erhielt nun Unterstützung aus dem Kirchenstaat, dem Königreich beider Sizilien und dem Großherzogtum Toskana; dazu kamen Freiwillige aus ganz Italien. Doch bereits im April zog Papst Pius IX. sich aus der Koalition zurück, ähnlich reagierte Sizilien, so dass Piemont, trotz des Sieges von Goito am 30. Mai und der Vertreibung der Österreicher nach Mantua, bald in die Defensive geriet.
Venedig blieb im Krieg zwischen Österreich und Sardinien-Piemont neutral und konnte so seine Unabhängigkeit fast eineinhalb Jahre lang bewahren. Am 25. Juli 1848 mussten die Piemontesen, denen sich Venedig am 5. Juli offiziell angeschlossen hatte, eine schwere Niederlage bei Custozza hinnehmen, und zogen daraufhin ihre Flotte aus Venedig ab. Guglielmo Pepe, der sich von Neapel kommend mit den Piemontesen auf Befehl des Königreichs beider Sizilien verbünden sollte, kam zu spät, weigerte sich aber, mit seinen 2.000 Freiwilligen zurückzukehren, und schloss sich Venedig an. Giuseppe Garibaldi, der später mit seinen Truppen ebenfalls Venedig zu Hilfe kommen wollte, gelang es nicht, bis dort vorzudringen.
Im Mai 1848 wurde in der Lombardei und in Venetien ein Plebiszit abgehalten, das zugunsten des Anschlusses (das italienische Wort dafür – annessione – bedeutet aber zugleich Annexion) an das Königreich Sardinien-Piemont ausging, aber erst rund zwanzig Jahre später praktisch-politische Bedeutung erlangte. Daniele Manin trat daraufhin zugunsten von Jacopo Castelli am 3. Juli mit der Begründung zurück, er könne nicht als Untertan einem König dienen. Am 4. Juli 1848 wurde ein Beschluss gefasst, sich dem Königreich Sardinien-Piemont anzuschließen. Am 11. August wurde jedoch Daniele Manin angesichts der äußeren Bedrohung zum Diktator ernannt. Bis Ende des Jahres hatten die österreichischen Truppen das gesamte Veneto erobert, Mailand war bereits im August besetzt worden.
Die erneute Erhebung der Piemontesen im März 1849 verschaffte der venezianischen Republik noch einmal Luft. Manin wurde am 7. März zum Präsidenten der Republik gewählt. Doch am 23. März unterlagen die Piemontesen bei Novara und der König dankte zugunsten seines Sohnes Viktor Emanuel II. ab.
Die Provisorische Regierung ließ im Jahr 1848 Münzen bereits im modernen Dezimalsystem (100 Centesimi = 1 Lira) prägen.

## Rückeroberung durch die Österreicher

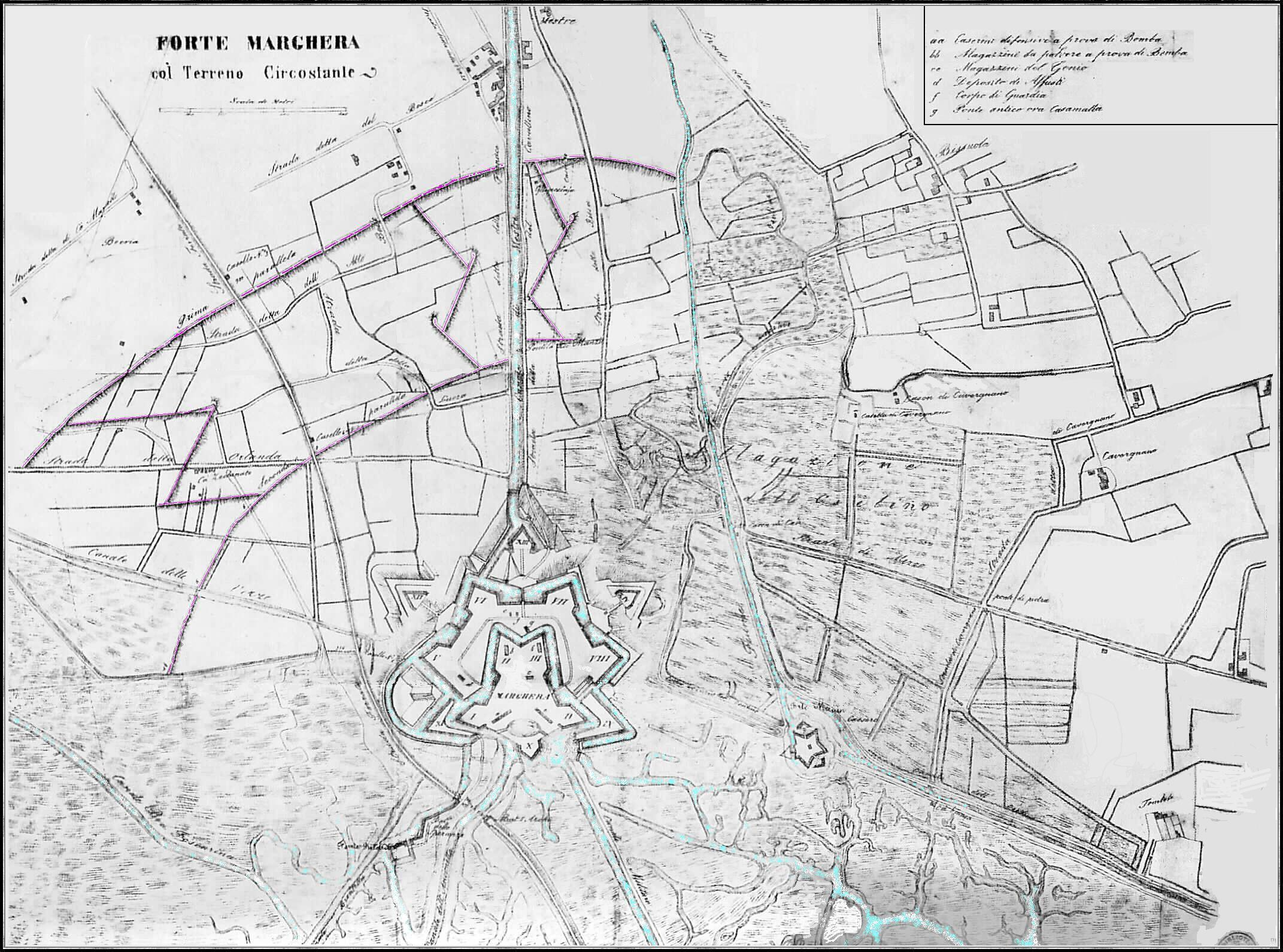
Die Festung Marghera 1848 (Grundriss und Umgebungskarte)

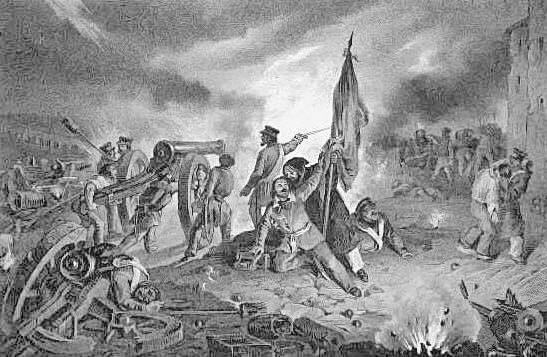
Schlachtszene aus dem Kampf um die Festung Marghera im Mai 1849 (Lithografie von 1851)

Nach dem Sieg der Österreicher über Sardinien-Piemont und dem Friedensvertrag von Mailand vom 6. August 1849 wurde die Stadtrepublik Venedig als letzte Bastion der norditalienischen Revolutionäre und Republikaner am 23. August 1849 von österreichischem Militär erobert.
Am 4. Mai 1849 hatten die Österreicher dazu unter General Julius von Haynau die Festung Marghera angegriffen, die von 2.500 Mann unter dem Befehl von Oberst Girolamo Ulloa aus Neapel verteidigt wurde. Dieser musste am 26. das Fort räumen. Die Revolutionstruppen traten den Österreichern an der Eisenbahnbrücke Venedig, die das Festland mit dem historischen Kern Venedigs verband, entgegen. Eine Kapitulationsaufforderung von General Radetzky wurde zurückgewiesen. Venedig wurde daraufhin 24 Tage lang von der österreichischen Artillerie beschossen, nachdem sich Aktionen, die Stadt mit Hilfe von Ballonbomben zu treffen als Fehlschlag erwiesen hatten.

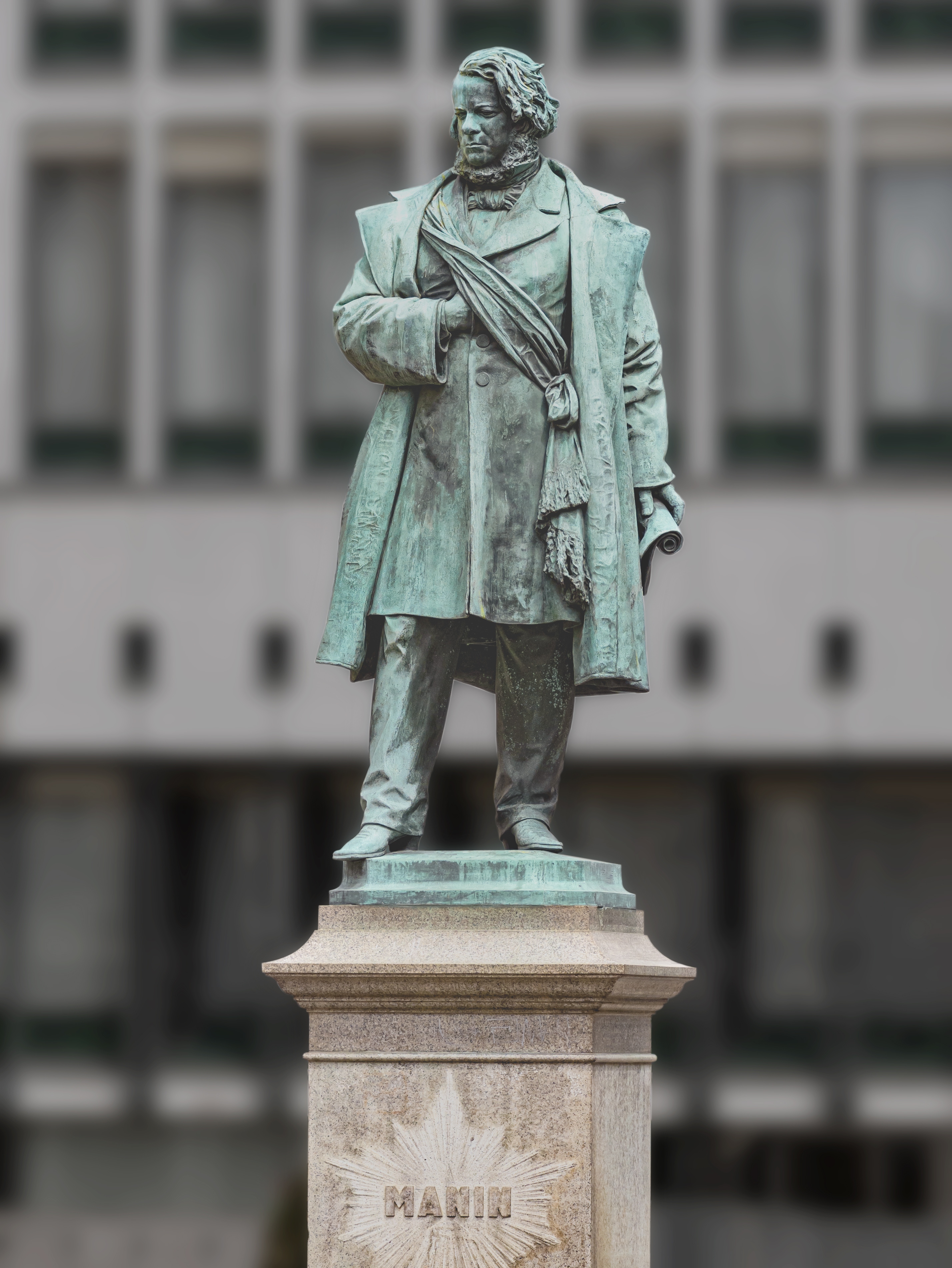
Denkmal zur Erinnerung an Daniele Manin, den führenden Protagonisten der venezianischen Revolution (Bronzestatue aus dem Jahr 1875 in der Mitte des Campo Manin in Venedig)

Am 22. August 1849 musste die von der Cholera zusätzlich betroffene Stadt kapitulieren, am 27. August marschierten die Truppen ein. Manin und 39 seiner Unterstützer gingen ins Exil.

## Nachfolgende Entwicklung bis zum Anschluss Venedigs an Italien
Danach blieb Venedig bis 1866 unter österreichischer Herrschaft und ging nach dessen Niederlage gegen Preußen im Deutschen Krieg an das im Jahr 1861 neu gegründete Königreich Italien.
Ihren Status als Freihafen hatte die Stadt am 20. Juli 1851 zurückerhalten, der Belagerungszustand war am 1. Mai 1854 aufgehoben worden. Noch 1859 hatte Wien den Verkauf des Veneto an Italien abgelehnt, da es ihm im Frieden von Villafranca zugestanden worden war. Erst nach der Schlacht bei Königgrätz im Jahr 1866 trat Österreich das Veneto am 4. Juli 1866 an Kaiser Napoleon III. ab. Nachdem die Österreicher am 8. Oktober die Stadt geräumt hatten und Italien ein Plebiszit durchgesetzt hatte, überließ er es Italien. Der französische General Le Boeuf beschwerte sich zwar bei Napoleon III. über den Ablauf des Plebiszits, etwa, dass die mit Ja und die mit Nein Stimmenden jeweils ihre Namen nennen mussten und Stimmkarten unterschiedliche Farben erhielten, doch sah dieser keinen Handlungsbedarf. Das Ergebnis war ohne Bedeutung, da kurz zuvor entsprechende Absprachen getroffen worden waren. Am 27. Oktober verkündete der oberste Gerichtshof das Ergebnis: 641.758 Bewohner Venetiens hatten für den Anschluss, 69 dagegen gestimmt, wobei vor allem in den ländlichen Gebieten der überwiegende Teil der Bevölkerung nicht zur Abstimmung gegangen war.